# Oleg Cassini
Oleg Cassini Loiewski (Parigi, 11 aprile 1913 – New York, 17 aprile 2006) è stato uno stilista e costumista francese naturalizzato statunitense.

## Biografia
Figlio della contessa Marguerite Cassini e del conte Alexander Loiewski, Oleg Cassini studiò belle arti con Giorgio de Chirico, trasferendosi nel 1936 negli Stati Uniti, dove dai primi anni quaranta iniziò la carriera come costumista per la Paramount Pictures. In questo periodo lavorò in film come I misteri di Shanghai (1941), Femmina folle (1945), Il filo del rasoio (1946), Il fantasma e la signora Muir (1947), Sui marciapiedi (1950) e Vortice (1953). Dopo la seconda guerra mondiale continuerà a lavorare come costumista per il cinema, la televisione e Broadway.
Negli anni sessanta Cassini balzò agli onori della cronaca in quanto stilista personale di diverse celebrità come l'attrice Audrey Hepburn e in particolar modo della first lady Jacqueline Kennedy, per la quale disegnò oltre 300 abiti. Grande protagonista del jet set, la popolarità del suo nome porterà diverse aziende a licenziare il marchio Cassini per svariati prodotti, dall'abbigliamento alla cosmetica, e persino sugli interni dell'automobile Matador della American Motors Corporation.
Particolarmente celebri divennero i suoi abiti da cocktail e i tailleur in maglia. Nel 2001 i suoi disegni sono stati messi in esposizione al Metropolitan Museum of Art, durante la mostra Jacqueline Kennedy: The White House Years, organizzata dalla rivista Vogue.

## Vita privata
Nel 1938 Cassini divenne il quarto marito di Mary "Merry" Fahrney, dalla quale divorziò nel 1940. L'anno seguente lo stilista sposò l'attrice Gene Tierney, con la quale rimase fino al 1952 e dalla quale ebbe due figlie: Antoinette Daria Cassini (nata nel 1942 con gravi disabilità e scomparsa nel 2010) e Christina "Tina" Cassini  (nata nel 1948 e morta a Parigi il 31 marzo 2015 in totale povertà). In seguito Cassini si sposerà con un'altra donna, Marianna, e avrà altri due figli.
Il nome di Cassini fu anche brevemente associato con quello dell'attrice Grace Kelly.
L'attrice e soubrette Nadia Cassini deve il suo cognome al matrimonio (1969-1972) con il giornalista Igor, fratello di Oleg.